# Adam von Bodenstein
Adam van Bodenstein (Karlstadt, 1528 - 1577) was een Zwitsers alchemist en arts. 
Zijn vader, Andreas Bodenstein, was een theoloog. 
Von Bodenstein ondernam samen met Gerhard Dorn, Johannes Oporinus en Michael Toxites de vertaling van de werken van Paracelsus. Von Bodenstein vertaalde de volgende Duitse teksten naar het Latijn:
- Giambattista della Porta Magia naturalis
- Opus Chyrurgicum
- Onomasticon Paracelsicum.